# Szongcshon
Szongcshon (hangul: 성천군, Szongcshon-kun, handzsa: 成川郡, RR: Sŏngch'ŏn-kun, ’erődpatak’) megye Észak-Koreában, Dél-Phjongan (P'yŏngan) tartományban. 1413-ban hozták létre és emelték megyei rangra.

## Földrajza
Északról Szuncshon (Sunch'ŏn) városa és Pukcshang (Pukch'ang) megye, keletről Sinjang (Sinyang) megye, délről Höcshang (Hoech'ang) és Phenjan (P'yŏngyang) Kangdong megyéje, nyugatról a Tedong folyó és annak túlpartján Phenjan (P'yŏngyang) határolja.
Legmagasabb pontja a 951 méter magas Manszalljongszan (만산령산; 萬山嶺山, Mansanryŏngsan).

## Közigazgatása
1 községből (up (ŭp)), 20 faluból (ri (ri)) és 3 munkásnegyedből (rodongdzsagu (rodongjagu)) áll:
| - Szongcshon-up (성천읍; 成川邑, Sŏngch'ŏn-ŭp) - Sinszongcshon-rodongdzsagu (신성천로동자구; 新成川勞動者區, Sinsŏngch'ŏn-rodongjagu) - Ungok-rodongdzsagu (은곡로동자구; 銀谷勞動者區, Ŭn'gok-rodongjagu) - Csangrim-rodongdzsagu (장림로동자구; 長林勞動者區, Changrim-rodongjagu) - Kohung-ri (거흥리; 巨興里, Kŏhŭng-ri) - Kjeszog-ri (계석리; 溪石里, Kyesŏk-ri) - Kumphjong-ri (금평리; 錦坪里, Kŭmp'yŏng-ri) - Kicshang-ri (기창리; 岐倉里, Kich'ang-ri) - Tebong-ri (대봉리; 大峯里, Taebong-ri) - Togam-ri (덕암리; 德巖里, Tŏgam-ri) - Rjongszan-ri (룡산리; 龍山里, Ryongsan-ri) - Rjonghung-ri (룡흥리; 龍興里, Ryonghŭng-ri) | - Munok-ri (문옥리; 文玉里, Munok-ri) - Pegvon-ri (백원리; 百源里, Paegwŏn-ri) - Szakcshang-ri (삭창리; 朔倉里, Sakch'ang-ri) - Szamdok-ri (삼덕리; 三德里, Samdŏk-ri) - Szangha-ri (상하리; 上下里, Sangha-ri) - Sinphung-ri (신풍리; 新豊里, Sinp'ung-ri) - Ampho-ri (암포리; 巖浦里, Amp'o-ri) - Ondzsong-ri (온정리; 溫井里, Onjŏng-ri) - Unbong-ri (운봉리; 雲峯里, Unbong-ri) - Csangszang-ri (장상리; 長上里, Changsang-ri) - Hjangphung-ri (향풍리; 香楓里, Hyangp'ung-ri) - Hödzson-ri (회전리; 檜田里, Hoejŏn-ri) |

## Gazdaság
Szongcshon (Sŏngch'ŏn) megye gazdasága bányaiparra és gépiparra, arany- és ezüstkitermelésre épül.

## Oktatás
Szongcshon (Sŏngch'ŏn) megye 2 ipari egyetemnek, kb. 40 általános és 40 középiskolának, emellett kb. más egyéb oktatási és művelődési intézménynek ad otthont.

## Egészségügy
A megye számos egészségügyi intézménnyel rendelkezik, köztük 1 megyei és kb. 10 helyi kórházzal.

## Közlekedés
A megye közutakon a szomszédos helységek felől közelíthető meg. A megye vasúti kapcsolattal rendelkezik, a Phjongna (P'yŏngra) és Phjongdok (P'yŏngdŏk) vasútvonalak része.